# Peribaea suspecta
Peribaea suspecta là một loài ruồi trong họ Tachinidae.